# Mufasa: The Lion King
Mufasa: The Lion King/Mufasa: Løvernes konge er en amerikansk film fra 2024 af Barry Jenkins.

## Medvirkende
- Aaron Pierre som Mufasa
- Kelvin Harrison Jr.
- Seth Rogen som Pumbaa
- Billy Eichner som Timon
- John Kani